# Osmòlit
Els osmòlits són compostos que afecten l'osmosi. Són solubles en la solució dins la cèl·lula, o en el fluid que les envolta, per exemple, els osmòlits de plasma. Tenen un paper en el manteniment del volum de la cèl·lula i l'equilibri de fluids. Per exemple, quan una cèl·lula s'infla per la pressió osmòtica els canals de la membrana s'obren i permeten l'eflux d'osmòlits els quals transporten l'aigua restaurant el volum cel·lular normal.
Els osmòlits naturals que poden actuar com osmoprotectors inclouen el trimetilamina -òxid (TMAO), dimetilsulfoniopropionat, trimetilglicina, sarcosina, betaïna, glicerofosforilcolina, mioinositol, taurina i altres. En els humans, els osmòlits són d'importància particular en la medul·la renal.